# Polaris (videojuego de 2024)
Polaris es un próximo videojuego de disparos en tercera persona cooperativo desarrollado por Polaris Team y publicado por Variable State para Microsoft Windows.
El juego se anunció en junio de 2024 durante IGN Live. Está previsto que se lance en Steam.

## Jugabilidad
Polaris es un shooter PvE cooperativo para 1 a 4 jugadores ambientado en un universo de ciencia ficción original. Todas las estructuras del juego (instaladas por el Régimen, la facción enemiga del juego) pueden ser aplastadas, destruidas y aniquiladas de cualquier otra forma en el transcurso de cada partida, y lo mismo sucede con los entornos naturales y el terreno sobre el que se han construido. Los jugadores controlan a luchadores por la libertad con superpoderes que utilizan tácticas de guerrilla para recuperar su territorio mientras vuelan por niveles abiertos dinámicos, destruyen la infraestructura enemiga y desentierran los codiciados misterios que impulsan la guerra de conquista del Régimen.
Al promocionar Polaris, el director creativo del juego, Jonathan Burroughs, ha citado varios juegos como inspiración, entre ellos la franquicia Halo y Syndicate Wars de Bullfrog Productions. La página de la tienda del juego también hace referencias a juegos como la serie de videojuegos Wipeout, la trilogía Colony Wars y G-Police y su secuela de Psygnosis, y franquicias como Red Faction, Just Cause, Crimson Skies, Ace Combat y Earth Defense Force, y el videojuego Warhawk de 2007.

## Trama
Polaris se desarrolla en una región del espacio tomada por una fuerza despiadada conocida simplemente como el Régimen. En el juego, los jugadores deben recuperar sus mundos natales y derribar fortalezas enemigas mediante tácticas de guerrilla.

## Desarrollo
El juego se anunció en junio de 2024 durante IGN Live. El juego está siendo desarrollado por un equipo de 11 personas.
Polaris es desarrollado por Polaris Team, una rama de Variable State, y el primer título autopublicado del estudio.

## Marketing
El juego se anunció en junio de 2024 durante IGN Live. Al mismo tiempo, se anunció el acceso a una versión beta cerrada, con invitaciones disponibles para cualquiera que se suscribiera a la lista de correo del juego.

## Lanzamiento
Algunas reacciones tempranas al anuncio asumieron incorrectamente que el juego funcionaría como un servicio en vivo, que sería gratuito o que se lanzaría mediante acceso anticipado. Una sección de Preguntas frecuentes en la página de la tienda del juego aclaró que ninguno de estos sería el caso y que Polaris se lanzaría como un título completo e independiente.
Está previsto que Polaris se lance en Steam.